# Riedelia fulgens
Riedelia fulgens är en enhjärtbladig växtart som beskrevs av Theodoric Valeton. Riedelia fulgens ingår i släktet Riedelia och familjen Zingiberaceae. Inga underarter finns listade i Catalogue of Life.